# Jezioro Charcickie
Jezioro Charcickie – jezioro rynnowe w woj. wielkopolskim, w powiecie międzychodzkim, w gminie Chrzypsko Wielkie, we wsi Charcice, leżące na terenie Pojezierza Poznańskiego.

## Dane morfometryczne
Powierzchnia zwierciadła wody według różnych źródeł wynosi od 14 ha do 22,12 ha.
Daje mu zarazem 7 lokatę pod względem wielkości wśród jezior gminy Chrzypsko Wielkie.